# Codarts

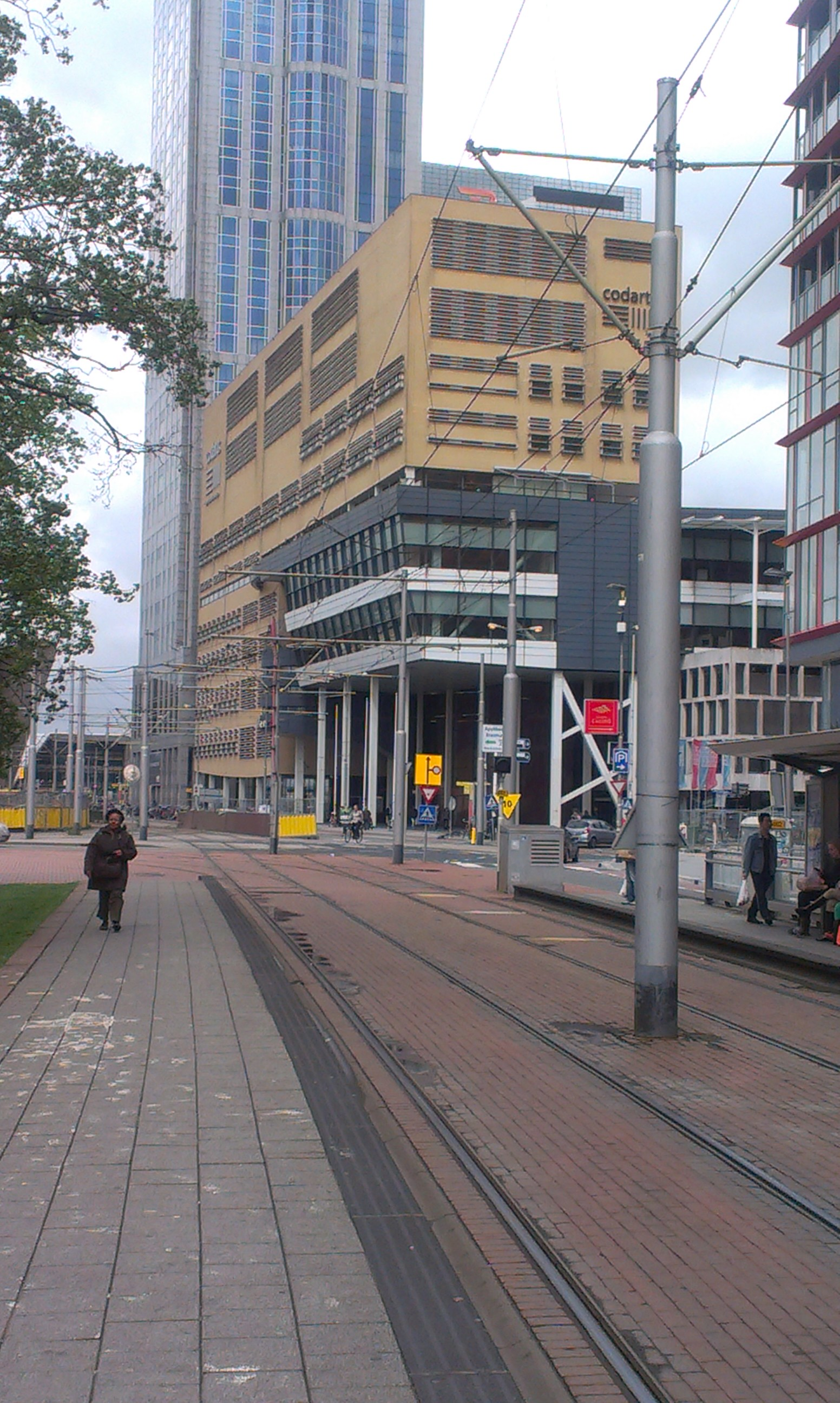
Het gebouw van Codarts aan Kruisplein in Rotterdam

Codarts Rotterdam, voorheen Hogeschool voor Muziek en Theater Rotterdam (HMTR), is een internationale kunstvakhogeschool in Rotterdam die bestaat uit:
- Afdeling Muziek (voorheen Rotterdams Conservatorium); opgericht in 1930.
- Afdeling Dans (voorheen Rotterdamse Dansacademie); opgericht in 1931 door Corrie Hartong (ook directrice) en Gertrud Leistikow als de Rotterdamse Dansschool.
- Afdeling Circus; in september 2006 gestarte HBO- of bacheloropleiding voor circusartiest.
- Codarts Lyceum (voorheen Havo/Vwo voor Muziek en Dans); een van de vooropleidingen van Codarts Rotterdam.

De hogeschool telt ongeveer 1.000 studenten, met 50 nationaliteiten, en circa 340 medewerkers.

## Vestigingen

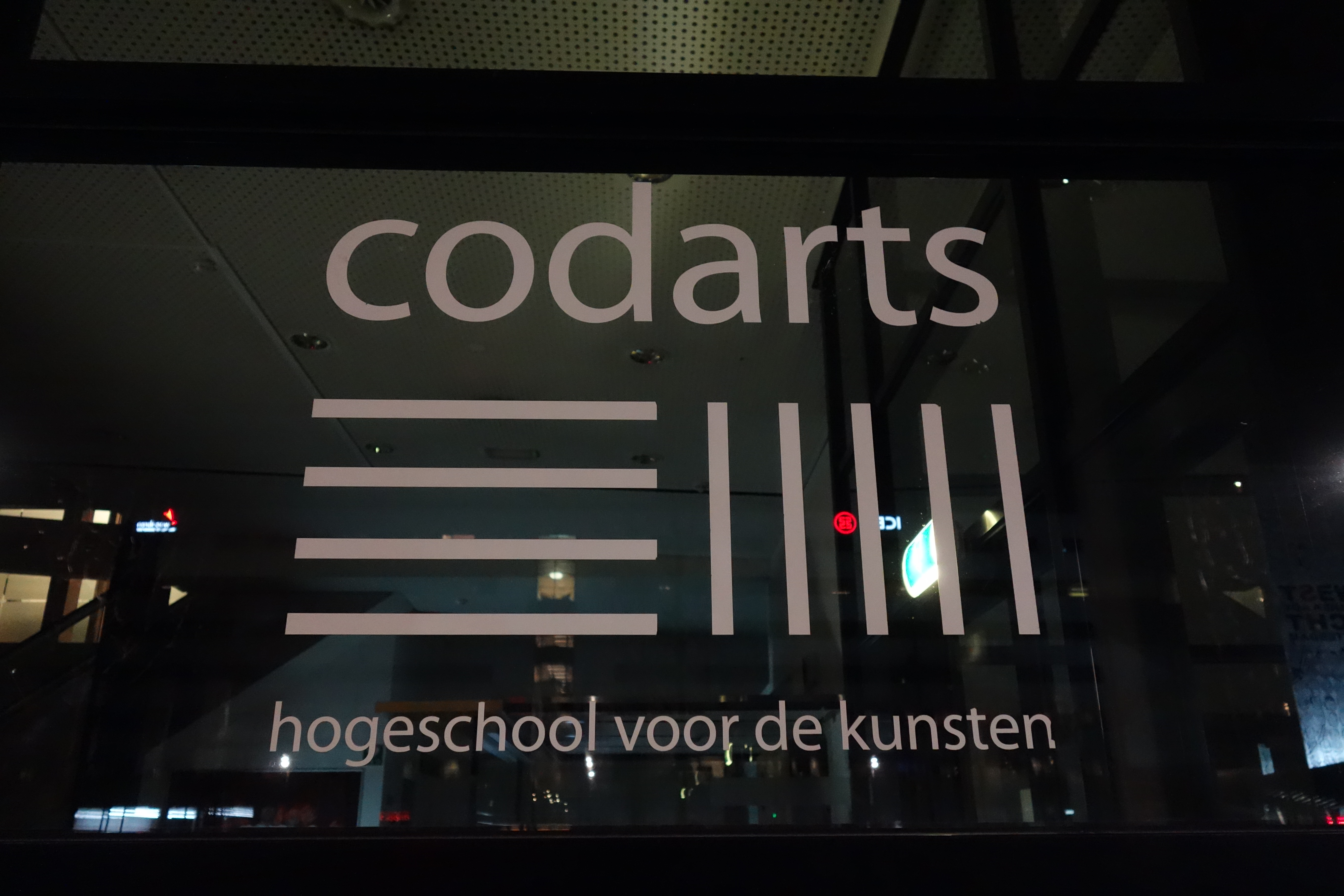
Codarts Kruisplein

- Hoofdvestiging: Kruisplein 26 nabij Station Rotterdam Centraal. Het gebouw staat gedeeltelijk op Congres- en concertgebouw De Doelen.
- De afdelingen jazz, pop en wereldmuziek zijn gehuisvest in het World Music & Dance Centre (WMDC)[1] aan de Pieter de Hoochweg.
- De circusafdeling is gehuisvest in Fenixloods II aan de Veerlaan.

## Bekende alumni en medewerkers

### Rotterdamse Dansacademie/Afdeling Dans
- Corine Boon
- Anouk van Dijk
- Sara Erens
- Thomas Hauert
- Noortje Herlaar
- Suzanna Jansen
- Conny Janssen
- Jan Kooijman
- Hannah de Leeuwe
- Reinbert Martijn
- Laurence Roothooft
- Kim Savéus
- Johan Simons
- Frédérique Sluyterman van Loo
- Catelijne Smit
- Timor Steffens
- Michele Tesoro
- Neel Verdoorn

### Rotterdams Conservatorium/Afdeling Muziek
- Dorona Alberti
- Willem Andriessen
- Dimitris Andrikopoulos
- Mylène d'Anjou
- Reinier Baas
- Mila Baslawskaja
- Jip Bartels
- Arie van Beek
- Marc Belder
- Daria van den Bercken
- Aart Bergwerff
- Saar Bessem
- Derek Blok
- Dimitar Bodurov
- Bertus Borgers
- Job Bovelander
- Jan Brandwijk
- Luut Buijsman
- Kilke van Buren
- Jaap Callenbach
- Fay Claassen
- Bert Cools
- John Daniskas
- Isaac Delahaye
- Serdar Demirbas
- Patrick van Deurzen
- Bernard Diamant
- Jan van Dijk
- Froukje
- Wim Dijkstra
- Oscar van Dillen
- Selim Doğru
- Frank Dragtenstein
- Jan Dumee
- Harry Emmery
- Mete Erker
- Hein van de Geyn
- Kris Goessens
- Jurre Haanstra
- Corrie Hartong
- Menno Helmus
- Florien Hilgenkamp
- Martyn van den Hoek
- Robert Holl
- Maite Hontelé
- Jussi Jaatinen
- Martine de Jager
- Laura Jansen
- Margreeth de Jong
- Bart de Kemp
- Herman van Kogelenberg
- Peter de Koning
- Hans Koolmees
- Jaap Koops
- Laetitia van Krieken
- Joost Kroon
- Jelle Kuijper
- Andreas Kunstein
- Willem Landré
- Hans Leenders
- Cor van Leeuwen
- Jacques van Lier
- Robert van der Linden
- Serhat Aydogan
- Maurice Luttikhuis
- Marcel Minderhoud
- Marius Monnikendam
- Philemon Mukarno
- Jan Mulder
- Nora Mulder
- Ruud Nederveen
- Gijsbert Nieuwland
- Piet Noordijk
- Joost Patocka
- Vitaly Pisarenko
- Robin de Raaff
- Daniel Reuss
- Jörgen van Rijen
- Toon Roos
- Elly Salomé
- Jan Stulen
- Paco Peña
- Eduard Reeser
- Jordan Roy
- Anna Rune
- Felipe Pérez Santiago
- Mike Schäperclaus
- Marcel Serierse
- Margriet Sjoerdsma
- Kay Sleking
- Cees Slinger
- Merlijn Snitker
- Marien van Staalen
- George Stam
- Cuarteto Tincho
- Edward Top
- Simon van Trirum
- Murat Tuncel
- Steven Verhelst
- Anton Verheij
- Daan Verlaan
- Eric Vloeimans
- Lílian Vieira
- Ger Vos
- Klaas de Vries
- Peter-Jan Wagemans
- Wim Warman
- Leon Waterman
- Milan van Weelden
- Ariën van Weesenbeek
- Carlo de Wijs
- Rob van de Wouw
- Everhard Zwart
- Leif de Leeuw

- International Standard Name Identifier: 0000 0001 0685 8946
- Library of Congress Control Number: n2009216576
- MusicBrainz: 4bcce7ad-96a6-43fe-8818-4a8ef6b511ec
- Virtual International Authority File: 130058949